# Campionati del mondo di ciclismo su pista 2004
I Campionati del mondo di ciclismo su pista 2004 (en.: 2004 UCI Track World Championships) si svolsero a Melbourne, in Australia, dal 26 al 30 maggio, all'interno della Melbourne Arena.
Parteciparono 297 atleti di 43 federazioni diverse, di cui 231 uomini e 66 donne.

## Medagliere
| Posiz. | Nazione       | Oro | Argento | Bronzo | Totale |
| ------ | ------------- | --- | ------- | ------ | ------ |
| 1      | Francia       | 3   | 2       |        | 5      |
| 2      | Australia     | 2   | 2       | 1      | 5      |
| 2      | Regno Unito   | 2   | 2       | 1      | 5      |
| 4      | Russia        | 2   |         | 2      | 4      |
| 5      | Nuova Zelanda | 2   |         |        | 2      |
| 6      | Spagna        | 1   | 2       | 1      | 4      |
| 7      | Paesi Bassi   | 1   | 1       | 2      | 4      |
| 8      | Argentina     | 1   |         | 2      | 3      |
| 9      | Cuba          | 1   |         |        | 1      |
| 10     | Italia        |     | 2       |        | 2      |
| 11     | Canada        |     | 1       | 1      | 2      |
| 12     | Cina          |     | 1       |        | 1      |
| 12     | Svizzera      |     | 1       |        | 1      |
| 12     | Uruguay       |     | 1       |        | 1      |
| 15     | Germania      |     |         | 1      | 1      |
| 15     | Stati Uniti   |     |         | 1      | 1      |
| 15     | Lituania      |     |         | 1      | 1      |
| 15     | Messico       |     |         | 1      | 1      |
| 15     | Rep. Ceca     |     |         | 1      | 1      |
| Totale | Totale        | 15  | 15      | 15     | 45     |

## Podi
| Eventi                            | Oro                                                                      | Argento                                                             | Bronzo                                                          |
| Gare maschili                     |                                                                          |                                                                     |                                                                 |
| Velocità dettagli                 | Theo Bos Paesi Bassi                                                     | Laurent Gané Francia                                                | Ryan Bayley Australia                                           |
| Chilometro a cronometro dettagli  | Chris Hoy Gran Bretagna                                                  | Arnaud Tournant Francia                                             | Theo Bos Paesi Bassi                                            |
| Inseguimento individuale dettagli | Sergi Escobar Spagna                                                     | Rob Hayles Gran Bretagna                                            | Robert Bartko Germania                                          |
| Inseguimento a squadre dettagli   | Australia Peter Dawson Ashley Hutchinson Luke Roberts Stephen Wooldridge | Gran Bretagna Rob Hayles Paul Manning Chris Newton Bryan Steel      | Spagna Carlos Castaño Sergi Escobar Asier Maeztu Carlos Torrent |
| Velocità a squadre dettagli       | Francia Mickaël Bourgain Laurent Gané Arnaud Tournant                    | Spagna José Antonio Escuredo Salvador Melià José Antonio Villanueva | Gran Bretagna Chris Hoy Craig MacLean Jamie Staff               |
| Keirin dettagli                   | Jamie Staff Gran Bretagna                                                | José Antonio Escuredo Spagna                                        | Ivan Vrba Rep. Ceca                                             |
| Scratch dettagli                  | Greg Henderson Nuova Zelanda                                             | Robert Slippens Paesi Bassi                                         | Walter Pérez Argentina                                          |
| Corsa a punti dettagli            | Franck Perque Francia                                                    | Milton Wynants Uruguay                                              | Juan Curuchet Argentina                                         |
| Americana dettagli                | Argentina Juan Curuchet Walter Pérez                                     | Svizzera Bruno Risi Franco Marvulli                                 | Paesi Bassi Robert Slippens Danny Stam                          |
| Gare femminili                    |                                                                          |                                                                     |                                                                 |
| Velocità dettagli                 | Svetlana Grankovskaya Russia                                             | Anna Meares Australia                                               | Lori-Ann Muenzer Canada                                         |
| 500 metri a cronometro dettagli   | Anna Meares Australia                                                    | Jiang Yonghua Cina                                                  | Simona Krupeckaitė Lituania                                     |
| Inseguimento individuale dettagli | Sarah Ulmer Nuova Zelanda                                                | Katie Mactier Australia                                             | Elena Tchalikh Russia                                           |
| Keirin dettagli                   | Clara Sanchez Francia                                                    | Elisa Frisoni Italia                                                | Jennie Reed Stati Uniti                                         |
| Scratch dettagli                  | Yoanka González Cuba                                                     | Mandy Poitras Canada                                                | Ol'ga Sljusareva Russia                                         |
| Corsa a punti dettagli            | Ol'ga Sljusareva Russia                                                  | Vera Carrara Italia                                                 | Belem Guerrero Messico                                          |